# African National Congress
Der African National Congress (kurz ANC), deutsch Afrikanischer Nationalkongress, ist eine 1912 gegründete südafrikanische Organisation. Von 1960 bis 1990 waren ihre Aktivitäten in Südafrika per Gesetz als „unrechtmäßig“ eingestuft und damit illegal, der ANC hatte jedoch als führende Bewegung gegen die Apartheid aus dem Exil großen Einfluss auf das Geschehen in Südafrika. Seit 1994 stellt er die Regierung. Sein bekanntester Politiker war Nelson Mandela.

## Geschichte

### Gründung und Etablierung als Protestbewegung

#### Gründungsphase

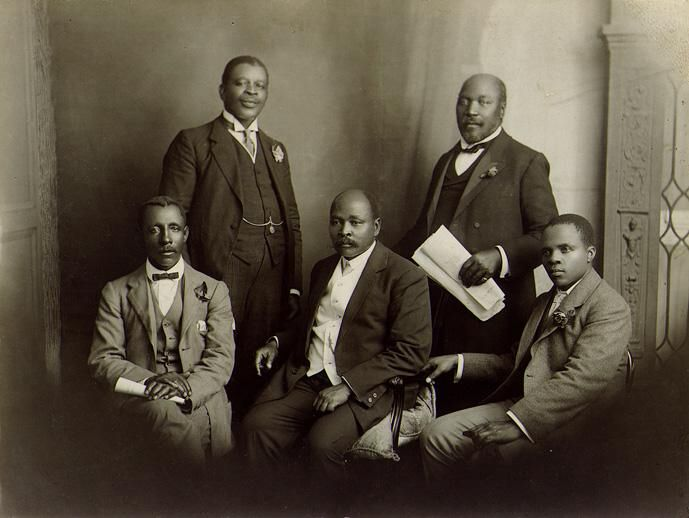
Delegation des SANNC in London, Juni 1914. Links nach rechts: Thomas Mapike, Walter Rubusana, John Dube, Saul Msane, Sol Plaatje

Am 8. Januar 1912, zwei Jahre nach der Errichtung der Südafrikanischen Union, wurde der ANC als South African Native National Congress (SANNC) in Bloemfontein gegründet. Zu den Gründungsmitgliedern zählten der Anwalt Pixley ka Isaka Seme, die Geistlichen John Langalibalele Dube und Walter Benson Rubusana sowie der Autor Sol Plaatje. Diese Gruppe aus der gebildeten schwarzen Mittelschicht orientierte sich stark an den Idealen der britischen Weißen. Sie erwartete somit auch von anderen Schwarzen, sich an diesen Werten (zum Beispiel dem Christentum) zu orientieren, und agierte dementsprechend als Lobbygruppe für eine kleine schwarze Minderheit. Ein Mitspracherecht für alle Schwarzen in Südafrika gehörte in den ersten 40 Jahren nicht zu den Zielen des SANNC und späteren ANC.
Anlass für die Gründung des SANNC war der Natives Land Act (etwa: „Eingeborenen-Landgesetz“) von 1913, dessen Entwurf schon kurz nach der Unionsgründung diskutiert wurde. Das Wahlrecht in den vier Kolonien war vor der Unionsgründung unterschiedlich geregelt. Während in den beiden burischen Republiken Oranje-Freistaat und Transvaal Schwarze kein Wahlrecht besaßen, hatten sie in den britischen Republiken Kapkolonie und theoretisch auch in Natal ein an Landbesitz gebundenes Zensuswahlrecht. Der bevorstehende Natives Land Act sah nun aber vor, dass Schwarze nur noch Land in festgelegten Gebieten (knapp 7 % der Fläche Südafrikas) erwerben durften. Damit wäre aber auch das „farbenblinde“ Kapwahlrecht der „zivilisierten“ Schwarzen gefährdet gewesen, das neben dem Landbesitz auch noch einen Schreibtest voraussetzte. Zudem wurde mit der Unionsgründung die Hoffnung der Schwarzen getrübt, dass sich das Kapwahlrecht auf die anderen Provinzen ausdehnen würde. Stattdessen blieben die Wahlrechte der einzelnen Provinzen bestehen und die durchgängig burisch dominierten Regierungen betrieben keine Mühen, der schwarzen Bevölkerung gleichwertige Bürgerrechte einzuräumen. Die Reaktionen des SANNC waren den üblichen Handlungsformen im Britischen Weltreich angepasst. Der SANNC schickte Protestnoten, Beschwerdebriefe und Delegationen. 1919 reiste sogar eine Delegation nach Großbritannien und zur Pariser Friedenskonferenz 1919; sie wurde dort aber nicht angehört, da Premierminister Jan Christiaan Smuts dies zu verhindern wusste. So blieben die meisten Proteste des SANNC bzw. ANC erfolglos und friedlich.

#### Die 1920er und 1930er Jahre
Im Mai 1923 oder 1925 benannte sich der SANNC in African National Congress um. In den 1920er Jahren wurde der ANC immer mehr von aktionsbereiten linken Gruppierungen wie der Industrial and Commercial Workers Union (ICU, „Industrie- und Handelsgewerkschaft“) als schwarze Protestgruppierung überflügelt, da sie es im Gegensatz zum elitären und zurückhaltenden ANC verstanden, die Massen und auch die Landbevölkerung zu mobilisieren. Mit der Wahl Josiah Tshangana Gumedes zum ANC-Präsidenten 1927 gab es zwar einen Linksruck im ANC, dieser spaltete den ANC nun aber in einen linken Flügel, der mit der Communist Party of South Africa (CPSA) zusammenarbeitete und den ANC in eine Massenbewegung transformieren wollte, und einen konservativen Flügel, der sich 1930 mit der Wahl Pixley ka Isaka Semes zum ANC-Präsidenten durchsetzte. Dies bedeutete aber das Verharren des ANC in der Bedeutungslosigkeit während der 1930er Jahre.
Im Zuge der Weltwirtschaftskrise vereinigten sich die Nationale Partei General James Barry Munnick Hertzogs und die Südafrikanische Partei Smuts’ unter Hertzogs Führung 1934 zur Vereinigten Partei. So konnte Hertzog nun mit einer Zweidrittelmehrheit in beiden Kammern weitere Rechte der Schwarzen beschneiden. 1936 wurde auch das Wahlrecht der Schwarzen in der Kapprovinz abgeschafft. Zum Ausgleich erhielten die Schwarzen aller Provinzen zwar das Wahlrecht zum Natives’ Representative Council (etwa: „Eingeborenen-Abgeordnetenrat“), dieser hatte aber rein beratende Funktion und war somit wirkungslos. Dagegen formierte sich nun Protest unter der Führung von Davidson Don Tengo Jabavu in der All African Convention (AAC), die dem ANC ab 1935 den Rang als politische Protestgruppe ablief, wobei aber gleichzeitig viele ANC-Mitglieder in der AAC Führungspositionen übernahmen.
1936 wurde James Arthur Calata neuer Generalsekretär des ANC. Er bereiste auf eigene Kosten verschiedene Ortsgruppen des ANC in Südafrika und stellte fest, dass Interesse bestand, den ANC wiederzubeleben. So kam es zu dem Beschluss, 1937 das Silberjubiläum zu begehen. Dennoch blieb der ANC bis Ende der 1930er Jahre eine Randorganisation.

#### Entwicklung seit 1940

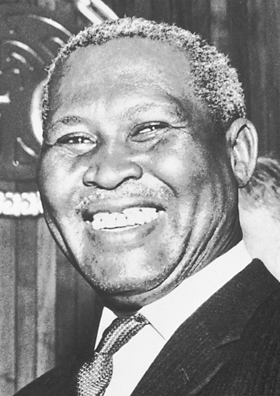
Albert Luthuli, früherer Präsident des ANC

Dies änderte sich erst mit der Wahl Alfred Bitini Xumas zum ANC-Präsidenten 1940. Er führte bessere Kommunikationsstrukturen zwischen den lokalen Ablegern des ANC und der zentralen Spitze ein, schaffte das Zwei-Kammersystem des ANC ab, in dem bis dato im sogenannten Oberhaus bedeutende Chiefs und im Unterhaus die Delegierten gesessen hatten, führte verbindliche Mitgliedsbeiträge ein, welche die finanziell schwierige Situation des ANC verbessern sollten, und schuf ein Komitee, das im Umkreis von 50 Meilen vom ANC-Präsidenten wohnte, damit die ANC-Spitze sich wöchentlich und nicht nur zu den jährlichen Versammlungen treffen konnte. Wichtigste Neuerung war allerdings die Einführung der ANC Youth League 1944, aus der Personen wie Oliver Tambo und Nelson Mandela hervorgingen. Die Neuerungen führten nicht sofort zu den gewünschten Effekten, aber die neuen Strukturen konnten später aufgegriffen werden. Die Africans’ Claims in South Africa von 1943 wurden unter Xumas Führung formuliert und griffen Aspekte der Atlantik-Charta auf. In ihnen forderte der ANC erstmals die Abschaffung aller diskriminierender Gesetze gegenüber Schwarzen. Ab diesem Zeitpunkt konnte jeder Schwarze Mitglied im ANC werden, während dies zuvor nur gebildeten Schwarzen möglich gewesen war. Zwar versuchte Xuma so auch die schwarze Bevölkerungsmehrheit zu erreichen, aber es war doch vor allem die schwarze Elite, die sich angesprochen fühlte.
Zur Massenorganisation wurde der ANC aber erst mit der 1952 bis 1953 organisierten Defiance Campaign (deutsch etwa: „Missachtungskampagne“) gegen die diskriminierenden Gesetze des Apartheidsregimes. Diese wurde getragen von den Mitgliedern der Youth League, die deutlich radikalere Protestformen als die bis dahin üblichen Petitionen und Delegationen befürwortete. Erst jetzt entstanden festere Kooperationen mit Vertretern farbiger (etwa South African Coloured People’s Organisation) und indischer Organisationen (zum Beispiel South African Indian Congress), wohl auch, weil diese erst im Apartheidsstaat durch die Gesetzgebung der Weißen stärker unterdrückt wurden. 1955 war der ANC an der Verabschiedung der Freiheitscharta beteiligt, die ein friedliches, gleichberechtigtes Miteinander der verschiedenen Bevölkerungsgruppen erreichen sollte. 1956 wurden zahlreiche ranghohe ANC-Politiker und weitere Apartheidgegner, die an der Unterzeichnung der Freiheitscharta beteiligt gewesen waren, festgenommen. Das anschließende Treason Trial dauerte bis 1961 und endete mit dem Freispruch aller 156 Angeklagten. Gegen die sogenannten Passgesetze, nach denen die Schwarzen außerhalb der Homelands jederzeit ein Personaldokument mit sich tragen mussten, um sich als registrierte Arbeitnehmer am zugewiesenen Ort ausweisen zu können, protestierte der ANC durch Demonstrationen und durch das Verbrennen der umstrittenen „Pässe“. Der damalige ANC-Vorsitzende Albert Luthuli wurde 1960 mit dem Friedensnobelpreis ausgezeichnet, von der Apartheidregierung jedoch mehrfach nach dem Suppression of Communism Act mit den Restriktionen des Banns belegt.

### Abspaltung des Pan Africanist Congress 1959 und Verbot 1960
Einigen Mitgliedern gingen die meist friedlichen Aktionen des ANC nicht weit genug. Sie gründeten 1959 eine weitere Widerstandsorganisation, den Pan Africanist Congress (PAC). Im Gegensatz zum ANC verwarf der PAC die offene Haltung gegenüber allen Rassen. Er positionierte sich als reine Schwarzen-Organisation und lehnte jegliche Zusammenarbeit mit den Weißen ab.
Eine vom PAC organisierte Demonstration im Township Sharpeville endete in einem von der Polizei angerichteten Blutbad, dem Sharpeville-Massaker. 69 Afrikaner fanden dabei den Tod. Dieses Ereignis löste nationale Unruhen aus, welche die südafrikanische Regierung mit Härte bekämpfte. Rund 20.000 Demonstranten wurden verhaftet.
Rückwirkend zum 6. April 1960 wurden sowohl der PAC als auch der ANC auf der Grundlage des Unlawful Organizations Act (Act No. 34 / 1960) durch die Proclamation 119 der südafrikanischen Regierung, unterzeichnet vom damaligen Generalgouverneur Charles Robberts Swart am 8. April, zu unrechtmäßigen Organisationen erklärt und damit jegliche legale Betätigung dieser Organisationen unterbunden.

### Exilarbeit und Untergrundaktivitäten 1961–1990

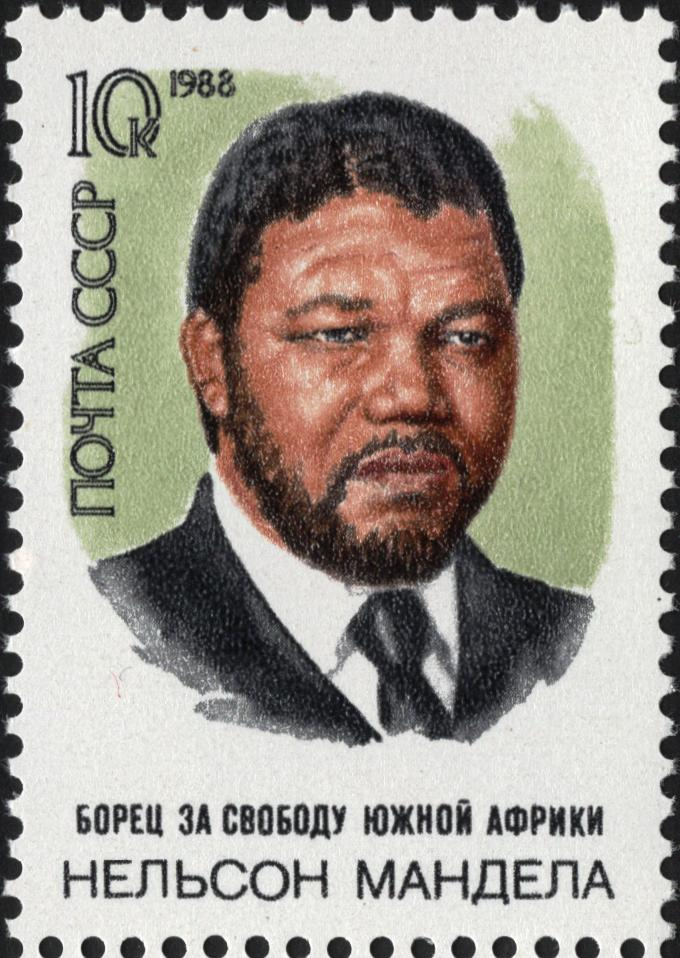
Porträt Nelson Mandelas aus den 1960er Jahren auf einer sowjetischen Briefmarke des Jahres 1988, Text etwa: „Freiheitskämpfer Südafrikas, Nelson Mandela“

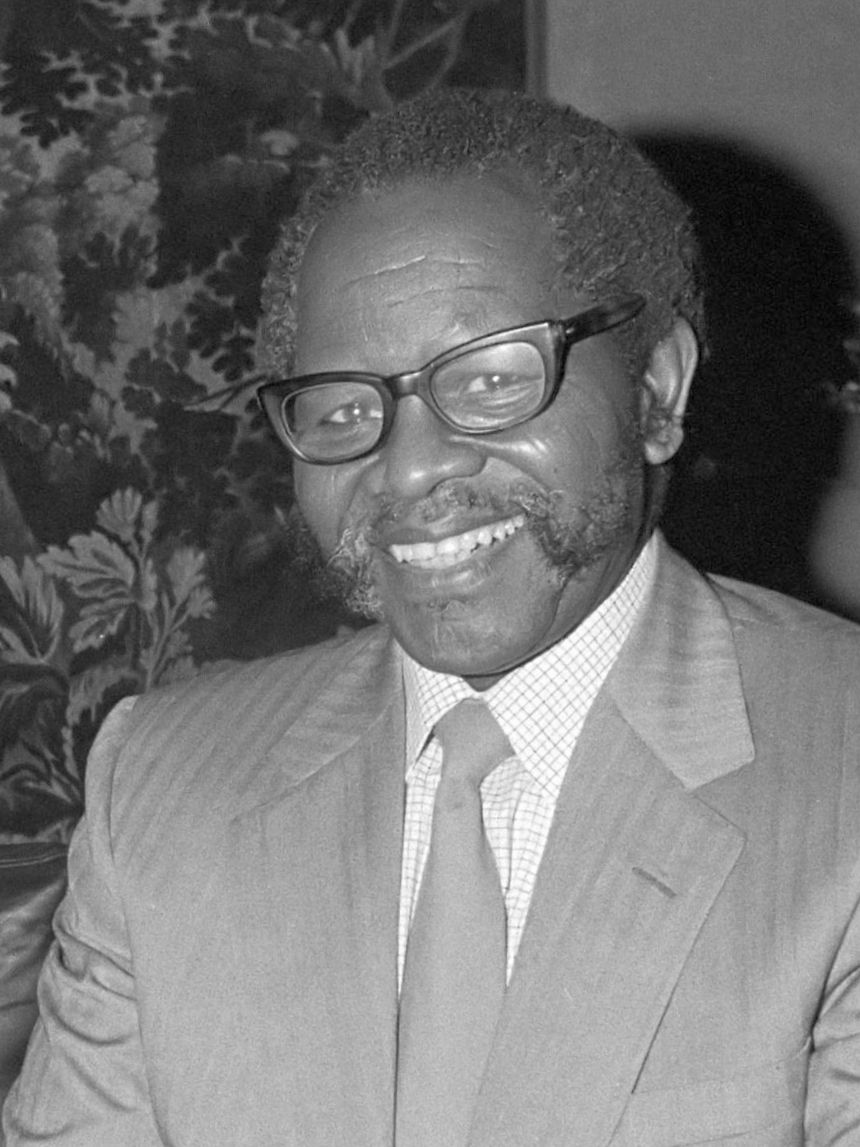
Oliver Tambo (1981)

Die explosive Situation in Südafrika war das Thema einer Tagung von 30 Staatschefs aus Afrika bei einer Gipfelkonferenz im Mai 1963 in Addis Abeba. Daran nahmen zahlreiche im Exil lebende politische Führer des ANC und des PAC teil, darunter Oliver Tambo (ANC-Vorstandsmitglied), Duma Nokwe, Joe G. Matthews, Robert Resha und Tennyson Makiwane. Die Konferenz verständigte sich auf die Gründung des African Liberation Committee und auf die Entsendung einiger Außenminister aus den Teilnehmerstaaten an die Vereinten Nationen, um den UN-Sicherheitsrat über die südafrikanische Situation zu informieren. Nach der Bannung des ANC begann unter der Führung von Oliver Tambo der Aufbau von politischen Strukturen im Ausland und mit militärischen Trainingsprogrammen. Aktiven ANC-Mitgliedern wurde durch die Führungskräfte empfohlen, Südafrika im Interesse ihrer eigenen Sicherheit zu verlassen und um einer möglichen Verhaftung zu entgehen. Zunächst wurden zwei Hauptvertretungen des ANC gegründet, in London und in Daressalam. Es folgte die Gründung weiterer, diesen beiden Zentralen unterstellte Repräsentanzen in Accra, Algier, Kairo, Lusaka sowie in Kuba und an anderen Orten.
Die erste militärische Schulung erfolgte durch die Volksrepublik China. In Marokko unterhielt der ANC 1962 ein Trainingslager. Oliver Tambo errichtete 1964 ein erstes Ausbildungszentrum in Daressalam. Im selben Jahr baute der ANC ein Büro in Lusaka auf, was durch die Unabhängigkeit Sambias möglich wurde, und ab 1965 schuf die Organisation ihr Hauptquartier in der tansanischen Stadt Morogoro, das 1966 der kompletten Führung als Standort diente.
1961 entschlossen sich führende Mitglieder des ANC gemeinsam mit Vertretern der SACP während eines konspirativen Treffens in Durban zur Gründung des bewaffneten Flügels. Nelson Mandela leitete diese Organisation mit Namen Umkhonto we Sizwe („Speer der Nation“, MK), die ihr erstes Trainingslager in Kongwa im damaligen Tanganjika hatte. Der ANC operierte fortan auf dem Gebiet von Südafrika aus dem Untergrund. Umkhonto we Sizwe tat sich in den folgenden Jahren insbesondere durch Sabotageakte gegen die Infrastruktur (beispielsweise Stromversorgung und Telekommunikation), militärische Einrichtungen und Polizeistationen hervor. Die Ausbildung seiner Mitglieder erfolgte in anderen afrikanischen Staaten überwiegend durch kubanische und sowjetische Militärs. Ausgewählte Kommandeure und Funktionäre erhielten in der Sowjetunion Schulungen. Die politische Schulung im militärischen Rahmen übernahmen Kuba, Bulgarien, die DDR und die Sowjetunion. Die Basis dafür bildete die Präsenz von SACP-Mitgliedern in den Organisationsstrukturen des ANC und MK, durch deren vernehmbares Wirken die interne Debatte von einem marxistischen Diskurs geprägt war. Zweifelsohne lagen die Kontakte, zunächst mit der Volksrepublik China, nachfolgend in den 1960er Jahren zur Sowjetunion und DDR in den Händen dieses Personenkreises. Beide Staaten waren während dieses Zeitabschnittes die primären Lieferanten von Waffen und Träger der Ausbildungskapazitäten. Der Wechsel von China zum sowjetischen Einflusskreis entstand infolge des chinesisch-sowjetischen Konflikts. Signifikante Bindungskräfte zwischen ANC und SACP bewirkte die ihnen gemeinsame Exilsituation, besonders für die obersten Führungskreise. Oliver Tambo erklärte jedoch gegenüber der SACP selbst oder weißen Südafrikanern die Unabhängigkeit des ANC zu verteidigen, ohne dabei das enge Zusammenwirken mit den SACP-Vertretern in Abrede zu stellen.
Ab 1967 erschien die ANC-Zeitschrift „Sechaba“. Diese wurde von der DDR finanziert und bis zur Wende in der DDR gedruckt.
Führende ANC-Aktivisten wie Nelson Mandela, Walter Sisulu und Govan Mbeki wurden 1964 im sogenannten Rivonia-Prozess zu lebenslanger Haft verurteilt. Das Gericht warf ihnen vor allem Beteiligung an Sabotageakten vor. Die ranghöchsten ANC-Mitglieder kamen nach dem Schuldspruch auf der Gefängnisinsel Robben Island in Haft. Viele weitere Aktivisten wurden verhaftet oder mussten ihre Aktivitäten ins Ausland verlagern. Die Regierung versuchte, auch die mit zivilen Mitteln arbeitenden Menschenrechtskämpfer und Unterstützer des ANC massiv zu behindern, indem sie viele von ihnen unter Bann stellte. Gebannte durften ein genau definiertes Territorium nicht verlassen und wurden dabei sozial und beruflich isoliert. Treffen von ANC-Mitgliedern waren zu unterbinden, wenn die Mitarbeiter der Nachrichtendienste, ab 1972 des State Security Council, davon Kenntnis erhielten. Der südafrikanische Staat versuchte auf der Basis des Parliamentary Internal Security Commission Act eine möglichst vollständige Kontrolle über oppositionelle Aktivitäten im Land und den benachbarten Staaten zu erlangen. Die aktive Führung des ANC unter Oliver Tambo lebte inzwischen im Exil und unterhielt in London ein Hauptbüro, dessen Betreuung seit 1976 in den Händen von Yusuf Dadoo mit Aziz Pahad sowie Wally Serote lag.
Zahlreiche ANC-Politiker waren am University College of Fort Hare ausgebildet worden. Mit der Zunahme der staatlichen Repressionsmaßnahmen auf der Grundlage des Internal Security Act von 1976 schuf der ANC in Tansania eine Bildungseinrichtung, die außerhalb des Einflussbereiches des südafrikanischen Apartheidssystems lag. Dieses Solomon Mahlangu Freedom College ermöglichte eine unabhängige Ausbildung für ANC-Mitglieder und weitere aktive Personen sowie deren Kinder mit Hilfe eines international zusammengesetzten Lehrkörpers. Das College existierte von 1978 bis 1992.
Mit dem Aufstand in Soweto 1976 und dem Aufkommen der Black-Consciousness-Bewegung im Folgejahr verschärfte sich die Situation in Südafrika. Der ANC wirkte im Untergrund und war für zahlreiche Gewaltakte, aber auch gewaltlose Boykott- und Streikmaßnahmen verantwortlich, so dass schließlich der Ausnahmezustand ausgerufen wurde. Die Rolle der außerparlamentarischen Opposition übernahm die United Democratic Front (UDF), die dem ANC nahestand, sich aber stärker als Bündnis aller südafrikanischen Apartheidsgegner verstand.
In der Zeit des Widerstands gab es bereits innerhalb der ANC Korruption und Intrigen; ein Zustand, der sich mit dem Machterhalt in den 1990er Jahren noch steigerte.

### Ende der Apartheid
In der zweiten Hälfte der 1980er Jahre fanden Geheimgespräche zwischen Regierungs- und ANC-Vertretern im Ausland statt, beispielsweise im Rahmen der Dakar-Konferenz. Nelson Mandela wurde angeboten, das Gefängnis zu verlassen, falls der ANC fortan auf Gewalt verzichten würde. Mandela lehnte solch eine Begnadigung ohne Änderung des Systems ab. Der neugewählte Präsident Frederik Willem de Klerk ging weiter auf den ANC zu und ließ am 2. Februar 1990 das Verbot des ANC und weiterer Anti-Apartheid-Organisationen aufheben. Neun Tage später wurde Mandela ohne Bedingungen freigelassen. Die ANC-Führung einschließlich Oliver Tambo kehrte aus dem Exil zurück. Fortan gab es im Rahmen der Convention for a Democratic South Africa („Zusammenkunft für ein demokratisches Südafrika“) Verhandlungen zwischen Regierung, ANC und weiteren Gruppierungen über ein Ende der Apartheid und die Verabschiedung einer vorläufigen neuen Verfassung. Am 10. April 1993 wurde der ranghohe ANC-Funktionär Chris Hani durch ein Mordkomplott rechter weißer Politiker getötet. Mandela gelang es aber trotz großer Spannungen, den Verhandlungsprozess fortzusetzen. De Klerk und Mandela wurden 1993 für ihre Rolle im Verhandlungsprozess mit dem Friedensnobelpreis ausgezeichnet.

### Aufarbeitung ausgewählter Themen
Der ANC unterhielt während seiner Exilperiode in Staaten des südlichen und zentralen Afrikas, jedoch außerhalb Südafrikas, mehrere Gefängnislager für Personen, die vom organisationsinternen Sicherheitsapparat als strafwürdig oder als Sicherheitsrisiko befunden worden waren. Im August 1991 erklärte Nelson Mandela, dass alle Häftlinge dieser Lager entlassen worden seien. Im November 1991 warf die Internationale Gesellschaft für Menschenrechte die Frage nach möglicherweise verschwundenen Insassen auf und vermutete in diesem Zusammenhang 500 vermisste Personen. Nach Auffassung der Organisation hat der ANC die Kritiker, besonders solche mit authentischen Kenntnissen über die ehemals geheimen Lager und ihre Organisationsstruktur, mit Angsttaktiken zum Schweigen bewegen wollen. Mit ihrer geäußerten Kritik stützte sich die Gesellschaft auf Augenzeugen und schriftliche Zeugenaussagen.
Als Internierungsorte für Gefangene des ANC wurden mehrere Lager bekannt:
- im nördlichen Angola, Camp Quadro (Morris Seabelo Rehabilitation Centre) bei Kibaxe, Camp Panga (auch: Pango) bei Dande und das Viana Camp
- im mittleren Angola, Camp Calandula und Camp Malanje
- im Grenzbereich zwischen Angola und Sambia, Caripande Camp
- in Tansania, Mazimbu Camp, Dakawa Camp, beide südlich von Morogoro, das Freedom College bei Morogoro
- in Sambia, das ANC-Haus RC (ehemaliges Revolutionary Command Council) in Lusaka
- in Uganda, Bukoloto Camp[39]
- in Mosambik, Camp Nampula[39]

Amnesty International und einige südafrikanische Untersuchungskommissionen nach 1994 befassten sich mit der Aufklärung von Vorgängen in und im Zusammenhang mit diesen Camps.

### Regierungsführung ab 1994
Die ersten freien Wahlen in Südafrika 1994 gewann der ANC mit rund 63 Prozent der Stimmen. Nelson Mandela wurde anschließend zum ersten schwarzen Präsidenten Südafrikas gewählt. Der militärische Flügel des ANC wurde nach den gewonnenen Wahlen in die neu gegründete South African National Defence Force (SANDF) integriert und die Führung des neuen südafrikanischen Verteidigungsministeriums an zwei Umkhonto-we-Sizwe-Veteranen übertragen: Joe Modise wurde erster schwarzer südafrikanischer Verteidigungsminister und Ronnie Kasrils sein Stellvertreter. Mit der SACP und dem Gewerkschaftsdachverband Congress of South African Trade Unions bildete der ANC fortan eine „Drei-Parteien-Allianz“ (Tripartite Alliance).
Mandela übte das Präsidentenamt bis 1999 aus. Spitzenkandidat bei den Wahlen 1999 wurde sein vormaliger Stellvertreter Thabo Mbeki. Der ANC erhielt 66 Prozent der Stimmen, die er bei den Wahlen 2004 sogar zu einer Zweidrittelmehrheit ausbaute. Mbeki musste jedoch zurücktreten und wurde durch Kgalema Motlanthe ersetzt.
Seit der ersten demokratischen Regierung ab 1994 gab es innerhalb des ANC Personen, die sich auf Kosten des Staates und seiner Organisationen bereicherten oder es versuchten. Ein Zustand, der in der Regierungszeit von Jacob Zuma ab 2008 durch seine Amtsführung zunahm. Im Laufe des Jahres 2008 nahm die Kritik an der Führung des ANC zu, so dass sich die Partei Congress of the People (COPE) abspaltete. Korruptionsvorwürfe (in den Amtszeiten von Zuma wurde wegen dessen Amtsführung der Begriff „State Capture“, der u. a. das systematische Ausrauben der Staatskasse beschreibt, geprägt) und die Umstände von Mbekis Entmachtung wurden als Gründe für die Abspaltung genannt. Die Leitung der COPE übernahm der frühere Verteidigungsminister Mosiuoa Lekota. Sie wurde bei den Parlamentswahlen 2009 drittstärkste Kraft. Der ANC errang jedoch mit fast 66 Prozent einen weiteren Wahlsieg. Mit Jacob Zuma führte ein Zulu den ANC und die Regierung an, nachdem der ANC lange Zeit von Xhosa dominiert worden war. 2011 wurde der radikale Vorsitzende der ANC Youth League, Julius Malema, für fünf Jahre aus der Partei ausgeschlossen; er leitete aber bis 2012 weiterhin die Youth League und gründete 2013 die Economic Freedom Fighters (EFF) als „Protestbewegung“. Bei den Wahlen 2014 behielt der ANC mit rund 62 Prozent seine absolute Mehrheit, büßte aber rund vier Prozentpunkte ein. Auch in den acht vom ANC regierten Provinzen konnte der ANC seine absoluten Mehrheiten verteidigen. Bei den landesweiten Kommunalwahlen 2016 erzielte der ANC mit 54,5 Prozent erstmals seit 1994 weniger als 60 Prozent der Stimmen. Auf dem Parteitag am 18. Dezember 2017 wurde Cyril Ramaphosa anstelle Zumas zum neuen Vorsitzenden gewählt. Er schlug Nkosazana Dlamini-Zuma mit rund 52 % der Stimmen. Bei den Wahlen in Südafrika 2019 konnte ANC trotz weiterer Verluste mit 57,5 % der Stimmen die absolute Parlamentsmehrheit behaupten und erneut auch in acht der neun Provinzversammlungen die absolute Mehrheit gewinnen. In der Provinz Westkap unterlag er erneut der Democratic Alliance.
Nach der 2018 erfolgten Einführung eines Gesetzes, das die Parteienfinanzierung transparenter machte, bekam der ANC Probleme mit seiner Bilanz. Ab Ende des Jahres führte die Partei die Rentenbeiträge seiner Angestellten nicht mehr ab, die Gehälter konnten ab 2021 nicht pünktlich gezahlt werden (Stand November 2022).
Eine Bildung von parlamentarischen Untersuchungsausschüssen zu Vorgängen um Korruption konnte die ANC, mit ihrer absoluten Mehrheit im Parlament, blockieren. Im Jahr 2023 setzte die FATF Südafrika auf ihre Liste der Länder, die einer besonderen Beobachtung bedürfen. Personen, die sich gegen die Korruption von ANC-Politiker, Verwaltungsbeamten, Firmen und Scheinunternehmen stellen, fielen Attentaten zum Opfer. Öffentlich wurde der Vorwurf erhoben, dass der ANC politische Posten ausschließlich an Parteimitglieder vergibt, die wiederum ihre Mitgliedschaft als Garant zur persönlichen Bereicherung betrachten. Viele Probleme in Südafrika sind auf die korrumpierte Regierungsführung der ANC zurückzuführen. Dass der ANC trotz des „politischen Versagens“ immer wieder gewählt wird, sei laut einem ehemaligen ANC-Mitglied, auf den Umstand zurückzuführen, dass die Organisation einen „Befreiungsbonus“ besitzt, daher als politische Instanz wie keine andere Partei in Südafrika betrachtet wird, und Oppositionsparteien, insbesondere weiße Oppositionspolitiker von der schwarzen Bevölkerung nicht gewählt werden.
Bei den Parlamentswahlen 2024 verlor der ANC zum ersten Mal seit den ersten demokratischen Wahlen von 1994 seine absolute Mehrheit. Nach Angaben der nationalen Wahlbehörde erhielt der ANC 40,2 Prozent der Stimmen und damit rund 17 Prozentpunkte weniger als bei den Wahlen 2019 (57,5 Prozent). Die Stimmen gingen mehrheitlich an die größte Oppositionspartei, die Demokratische Allianz (DA) mit 21,8 Prozent und die erst sechs Monate vor der Wahl gegründete Partei uMkhonto we Sizwe (MK) von Ex-Präsident Jacob Zuma mit 14,6 Prozent.
Der ANC ist heute Mitglied in der Sozialistischen Internationale, dem weltweiten Verbund sozialistischer und sozialdemokratischer Parteien.

## Organisationsstruktur
Der ANC wird von einem President (Präsident) angeführt. Daneben gibt es auf der nationalen Ebene einen Stellvertreter des Präsidenten, einen Secretary General (Generalsekretär) und dessen Stellvertreter sowie einen Treasurer General (Schatzmeister) und einen National Chairman (nationaler Vorsitzender). Wichtigstes Organ ist das National Executive Committee (kurz NEC; Nationales Exekutivkomitee), das aus 99 Personen besteht, von denen laut Satzung mehr als die Hälfte weiblich sein müssen. Als weiteres Gremium besteht das 31 Personen umfassende National Working Committee (Arbeitskomitee), das die Entscheidungen des NEC umsetzen soll und ebenfalls zu mehr als der Hälfte aus Frauen besteht. Als landesweite Untergruppierungen gibt es die ANC Youth League, die 1948 gegründete ANC Women’s League (Frauenliga) sowie die ANC Veterans League (Veteranenliga). Das Parteizentrum ist das Luthuli House im Johannesburger Stadtteil Marshalltown. Parteitage werden als National Conference abgehalten.
In den neun südafrikanischen Provinzen gibt es Verbände, die ebenfalls von einer Chairperson angeführt werden. In den Provinzen gibt es jeweils mehrere regionale Verbände, die ihrerseits in Branches (Zweigstellen) aufgeteilt sind.

### Aktuelle Führung
Der Vorstand setzt sich wie folgt zusammen:
| Präsident                          | Cyril Ramaphosa             |
| Stellvertretender Präsident        | David Mabuza                |
| Generalsekretär                    | Ace Magashule (suspendiert) |
| Stellvertretende Generalsekretärin | Jessie Duarte               |
| Schatzmeister                      | Paul Mashatile              |
| Nationaler Vorsitzender            | Gwede Mantashe              |

## Präsidenten und Vorsitzende des ANC
Die Vorsitzenden der Organisation waren und sind:
- 1912–1917 John Langalibalele Dube
- 1917–1924 Sefako Makgatho
- 1924–1927 Zaccheus Richard Mahabane
- 1927–1930 Josiah Tshangana Gumede
- 1930–1936 Pixley ka Isaka Seme
- 1937–1940 Zaccheus Richard Mahabane
- 1940–1949 Alfred Bitini Xuma
- 1949–1952 James Moroka
- 1952–1967 Albert John Luthuli
- 1967–1991 Oliver Tambo
- 1991–1997 Nelson Mandela
- 1997–2007 Thabo Mbeki
- 2007–2017 Jacob Zuma
- 2017–0000 Cyril Ramaphosa

## Weitere bekannte Mitglieder des ANC
- Nkosazana Dlamini-Zuma, langjährige Ministerin und von 2012 bis 2017 Vorsitzende der Afrikanischen Union
- Madie Beatrice Hall Xuma (1894–1982), Gründungspräsidentin der African National Congress Women’s League (ANCWL)
- Chris Hani (1942–1993), Stabschef des Umkhonto we Sizwe, Führungsmitglied des ANC
- Keorapetse Kgositsile (1938–2018), Lyriker und Politiker
- Moses Mabhida (1923–1986), ehemaliger Kommandeur des Umkhonto we Sizwe und Mitglied des NEC
- Winnie Madikizela-Mandela (1936–2018), Vorsitzende der ANCWL ab 1993
- Thomas Mapikela (1869–1945), Sprecher des ANC von 1912 bis 1937
- Baleka Mbete (* 1949), 1991 bis 1993 Generalsekretärin der ANCWL, ehemalige Vizepräsidentin Südafrikas, Mitglied des NEC
- Phumzile Mlambo-Ngcuka (* 1955), stellvertretende südafrikanische Präsidentin 2005 bis 2008
- Nomaindia Mfeketo (* 1952), stellvertretende Parlamentspräsidentin und Bürgermeisterin von Kapstadt 2000 sowie 2002 bis 2006
- Lilian Ngoyi (1911–1980), ehemalige Vorsitzende der ANCWL
- Wiseman Nkuhlu (* 1944), Bildungspolitiker und Wirtschaftsberater von Thabo Mbeki
- Jeff Radebe (* 1953), langjähriger Minister in verschiedenen Ressorts

## Wahlergebnisse
| Jahr | Wahl                              | Stimmenanteil | Sitze   |
| ---- | --------------------------------- | ------------- | ------- |
| 1994 | Wahl zur Nationalversammlung 1994 | 62,65 %       | 252/400 |
| 1999 | Wahl zur Nationalversammlung 1999 | 66,35 %       | 266/400 |
| 2004 | Wahl zur Nationalversammlung 2004 | 69,69 %       | 279/400 |
| 2009 | Wahl zur Nationalversammlung 2009 | 65,90 %       | 264/400 |
| 2014 | Wahl zur Nationalversammlung 2014 | 62,15 %       | 249/400 |
| 2019 | Wahl zur Nationalversammlung 2019 | 57,50 %       | 230/400 |
| 2024 | Wahl zur Nationalversammlung 2024 | 40,18 %       | 159/400 |

## Medien des ANC
- Abantu-Batho (The People). Zeitung des South African Native National Congress (SANNC). Sie erschien in Johannesburg zwischen Januar 1912 und Juli 1931 als dem SANNC/ANC nahe stehendes Printmedium. Die Zeitung war für die vehemente Verteidigung der Landrechte von Afrikanern schon kurz nach ihrer Gründung bekannt. Texte wurden in Englisch, isiXhosa und Sesotho veröffentlicht. Durch das Blatt fand der aufrüttelnde Slogan Mayibuy ’i Afrika (deutsch etwa: „Lass Afrika zurückkehren“) große Verbreitung.[53][54] Der Gründer des Blattes war Pixley ka Isaka Seme.[55]
- Sechaba. Official organ of the African National Congress of South Africa. Die Zeitschrift erschien zwischen 1967 und 1990, sie wurde in Lusaka, Daressalam und anderen Orten vom ANC herausgegeben. ISSN 0037-0509[56]
Ein früher Chefredakteur war Alfred Kgokong, weitere Redaktionsmitglieder: Joe Matthews und M. P. Naicker[57]
- Mayibuye, Bulletin of The A.N.C (South Africa) erschien zwischen 1966 und 1998, als Verlagsort ist in bibliographischen Referenzen Marshalltown (Johannesburg) angegeben. ISSN 1021-853X und 1609-9303[58] Online-Ausgaben[59] Mayibuye Beispiel eines Sonderheftes von 1966 in DISA[60]
- Radio Freedom, ehemaliges Hörfunkprogramm des ANC verschiedener Rundfunkstationen in Afrika.

## Sonstiges
- Mitglieder des ANC, einschließlich Nelson Mandela, wurden von der US-Regierung noch bis zum Juli 2008 als Mitglieder einer terroristischen Organisation eingestuft. Der ANC selbst war 1988 von der Liste der Terrororganisationen gestrichen worden.[61]
- 2008 befanden sich im National Executive Committee unter 80 Mitgliedern sieben Vorbestrafte, die ihre Strafe nach dem Ende der Apartheid erhalten hatten; gegen weitere sieben Mitglieder liefen Ermittlungen.[62]
- Seit 1955 wird der Titel Isitwalandwe/Seaparankoe als höchste Auszeichnung verliehen. Eine Medaille bildet die gegenständliche Ehrung.